# Веймарский классицизм

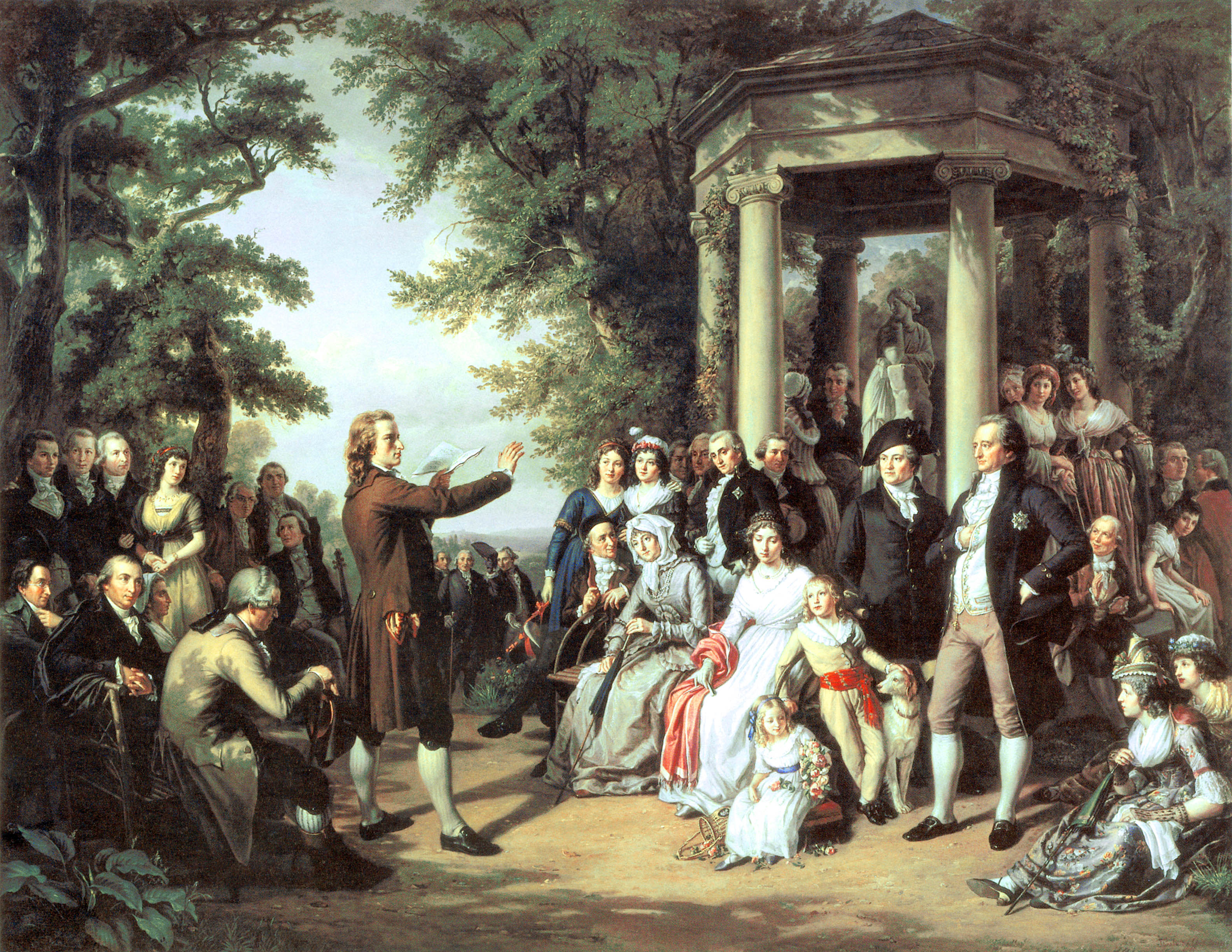
Теобальд фон Эр. Веймарское царство муз. 1860. Ф. Шиллер декламирует стихи в Тифуртском парке. Среди слушателей у левого края сидит И. Г. Гердер, в центре — К. М. Виланд. И. В. Гёте стоит справа

Веймарский классицизм (нем. Weimarer Klassik) — направление в немецкой литературе и культуре, связанное с именами Иоганна Вольфганга Гёте и Фридриха Шиллера. Начало периода веймарского классицизма определяют поездкой Гёте в Италию в 1786—1788 годах и переездом Шиллера в Веймар в 1799 году. В период своего расцвета веймарские классики вели совместную работу, выработали новую эстетическую программу, которая завершила историю немецкого Просвещения и внесла вклад в развитие всей немецкой литературы.
Гёте и Шиллер считали, что задача искусства — утвердить положительные, гуманистические идеалы красоты и гармонии и тем самым содействовать духовному подъёму и пробуждению национального самосознания. Они обращались к идеалам «благородной простоты и спокойного величия» Античности, открытых Иоганном Иоахимом Винкельманом в «Истории искусства древности», которому Гёте посвятил в 1805 году программную статью «Винкельман и его век». Шиллер написал «Письма об эстетическом воспитании человека», «О наивной и сентиментальной поэзии». Гёте излагал свои мысли об искусстве на страницах собственного журнала «Пропилеи», Шиллер — в журналах «Оры» и «Альманах муз». Единомышленником Гёте и Шиллера стал Иоганн Готфрид Гердер, которому Античность в его «Письмах для поощрения гуманности» видится школой гуманизма.
Гёте и Шиллер стремились возродить литературные формы античности и стилизовали соответствующим образом свои произведения, несмотря на то, что их любимым жанром оставалась баллада. Влияние античной стихотворной метрики древнеримских лириков Катулла, Тибулла и Проперция прослеживается в «Римских элегиях» Гёте. Его эпос «Рейнеке-лис» написан гекзаметром. «Венецианские эпиграммы» написаны Гёте по образцу творчества Марциала. «Ксении», посвящённые литературным проблемам, Гёте и Шиллер сочинили в форме античного дистиха. «Мессинская невеста» написана Шиллером по итогам изучения драматургии Эсхила.
Идеи веймарского классицизма затронули изобразительное искусство. Одним из предприятий в этом направлении под руководством Гёте было создание Герцогской свободной школы рисунка в Веймаре с собранием картин, гравюр и рисунков. Деятельность кружка поддерживал художник и историк искусства Иоганн Генрих Мейер.